# Chalcodermus fulgens
Chalcodermus fulgens – gatunek chrząszcza z rodziny ryjkowcowatych.

## Zasięg występowania
Ameryka Południowa, notowany w Brazylii.

## Budowa ciała
Przednia krawędź pokryw nieznacznie szersza od przedplecza. Na ich powierzchni grube punktowanie oraz podłużne żeberkowanie. Przedplecze szerokie, okrągławe w zarysie w tylnej części; na jego powierzchni rysunek z nieregularnych, gęsto ułożonych bruzd.
Ubarwienie ciała czarne, połyskujące.